# British National League 1954/55
Die Saison 1954/55 war die erste Spielzeit der British National League, der höchsten britischen Eishockeyspielklasse. Meister wurden die Murrayfield Racers.

## Modus
In der Hauptrunde absolvierte jede der elf Mannschaften insgesamt 40 Spiele. Der Erstplatzierte der Hauptrunde wurde Meister. Für einen Sieg erhielt jede Mannschaft zwei Punkte, für ein Unentschieden einen Punkt und für eine Niederlage null Punkte.

## Hauptrunde

### Tabelle
|     | Klub                | Sp | S  | U | N  | Tore    | Punkte |
| --- | ------------------- | -- | -- | - | -- | ------- | ------ |
| 1.  | Harringay Racers    | 40 | 30 | 2 | 8  | 273:166 | 62     |
| 2.  | Nottingham Panthers | 40 | 25 | 5 | 10 | 224:152 | 55     |
| 3.  | Paisley Pirates     | 40 | 24 | 4 | 12 | 200:143 | 52     |
| 4.  | Falkirk Lions       | 40 | 21 | 7 | 12 | 190:156 | 49     |
| 5.  | Wembley Lions       | 40 | 17 | 4 | 19 | 175:185 | 38     |
| 6.  | Edinburgh Royals    | 40 | 15 | 4 | 21 | 175:181 | 34     |
| 7.  | Perth Panthers      | 40 | 12 | 8 | 20 | 161:221 | 32     |
| 8.  | Brighton Tigers     | 40 | 13 | 6 | 21 | 200:209 | 32     |
| 9.  | Fife Flyers         | 40 | 13 | 3 | 24 | 150:215 | 29     |
| 10. | Dundee Tigers       | 40 | 13 | 3 | 24 | 146:211 | 29     |
| 11. | Ayr Raiders         | 40 | 11 | 6 | 23 | 168:223 | 28     |

Sp = Spiele, S = Siege, U = Unentschieden, N = Niederlagen